# Orbite super-synchrone
Une orbite super-synchrone est une orbite dont la période de révolution est supérieure à celle d'une orbite synchrone — la période de révolution de cette dernière étant égale à la période de rotation du corps qui contient le barycentre de l'orbite. Comme conséquence de la 3e loi de Kepler, le demi-grand axe d'une orbite super-synchrone est plus élevé que celle d'une orbite synchrone.

## Orbites super-synchrones géocentriques
Un type d'orbite super-synchrone ayant un intérêt économique particulier est un anneau d'orbites géocentriques quasi circulaires situées au-delà de la ceinture géosynchrone ayant une altitude d'apogée supérieure à 36 100 km, soient environ 300 km au-dessus de l'altitude synchrone. Elles sont nommées orbites de rebut.
La ceinture d'orbites de rebut est utile en tant que lieu de stockage et d'élimination des satellites géostationnaires et débris spatiaux abandonnés après la fin de leur vie économique utile. Les satellites artificiels restent dans l'espace car le coût de l'enlèvement des débris est élevé et les accords internationaux actuels n'exigent ni n'incitent à leur retrait rapide par l'opérateur qui les mis sur orbite et a ainsi créé une nuisance pour les autres. L'une des propositions d'accord international pour faire face à la croissance des débris spatiaux est une politique de licences de lancement «un entrant / un sortant» pour les orbites terrestres. Les exploitants de lanceurs devraient payer le coût de la réduction des débris. Ils devraient développer des capacités de capture, de navigation, d'extension des durées de mission et augmenter de façon substantielle la quantité de propergols disponible sur le lanceur pour pouvoir atteindre, capturer et désorbiter un satellite abandonné sur un plan orbital proche.
Une autre utilisation courante des orbites super-synchrones concerne la trajectoire de lancement et l'orbite de transfert de nouveaux satellites de télécommunications à destination d'orbites géosynchrones. Le placement initial sur une orbite de transfert super-synchrone permet un changement d'inclinaison orbitale avec une dépense moindre de propergols par le moteur d'apogée du satellite. Dans cette approche, le lanceur place le satellite sur une orbite de transfert géostationnaire elliptique super-synchrone dont l'apogée est un peu plus haut que l'orbite de transfert géostationnaire (GTO) typique généralement utilisée pour les satellites de communication.
Cette technique a été utilisée, par exemple, pour le lancement et l'injection sur l'orbite de transfert géostationnaire des satellites SES-8 et Thaïcom-6 (apogée 90 000 km) lors des deux premiers vols du lanceur  Falcon 9 v1.1 de SpaceX en décembre 2013 et janvier 2014 respectivement. Dans les deux cas, le propriétaire du satellite a utilisé la propulsion intégrée au satellite pour réduire l'apogée et circulariser l'orbite sur une orbite géostationnaire.
Cette technique a également été utilisée pour le lancement de SES-14 et Al Yah 3 lors du vol VA241 d'Ariane 5. Toutefois, en raison d'une erreur de programmation du système de navigation ayant provoqué une déviation de la trajectoire, les satellites n'ont pas été placés sur l'orbite prévue, entraînant une reconfiguration de leur programme de mise à poste.

## Orbites super-synchrones dans le système solaire

Les satellites de Mars, Phobos et Deimos sont en orbite sous-synchrone et super-synchrone respectivement. Phobos a une période de révolution plus petite que la période de rotation de Mars.

La plupart des satellites naturels de planètes du système solaire ont des orbites super-synchrones. La Lune est dans une orbite super-synchrone de la Terre, sa période de révolution étant supérieure à la période de rotation de 24 h de la Terre. 
La plus intérieure des deux lunes martiennes, Phobos, se trouve dans une orbite sous-synchrone de Mars avec une période orbitale de seulement 7 h 39 min (0,318 91 d). La lune extérieure, Deimos, est en orbite super-synchrone de 30 h 19 min (1,263 d) alors que la période de rotation sidérale de Mars est de 24 h 37 min.
La mission Mars Orbiter, actuellement en orbite autour de Mars, est placée sur une orbite super-synchrone hautement elliptique, avec une période de 72,9 h, un périapside de 422 km et un apoapside de 77 000 km.
La mission Al-Amal (l'espoir), ou Emirates Mars Mission Hope, des Émirats arabes unis, arrivée en orbite autour de Mars le 9 février 2021, suit aussi une orbite super-synchrone d'une excentricité élevée de 0,33 (22 000 km de périastre sur 44 000 km d'apoastre) avec une période de 55 heures.